# L'ombra de la guillotina
 L'ombra de la guillotina  (títol original en anglès: Dangerous Exile) és una pel·lícula britànica de Brian Desmond Hurst, estrenada el 1958. Ha estat doblada al català

## Argument[2]
El 1795, un montgolfier aparentment a la deriva baixa cap a una illa del  Pembroke al país de Gal·les, i un noi en cau indemne. És recollit per Virginia Traill, una jove americana que s'està amb la seva tia, la castellana Lady Lydia Fell. El misteriós nen es nega a respondre totes les preguntes, però en arribar diversos francesos a l'illa, les dues dones creuen que el nen és de manera versemblant de noble nissaga.
En efecte, el noi és l'objecte d'un pols: els revolucionaris han vingut a buscar-lo per monàrquic, i el duc Philippe de Beauvais, arriba per protegir-lo i que resti a l'illa. La identitat del noi és llavors descoberta: es tracta del delfí Lluís XVII que els ciutadans volen executar en nom de la Revolució francesa com ja ho han fet amb els seus pares. Philippe de Beauvais porta una lluita acarnissada per defensar el nen reial tot tement per la vida del seu propi fill que ha ocupat el lloc del delfí a la presó del Temple a París, esperant que podrà ensarronar els revolucionaris fins que sigui definitivament fora de perill el jove monarca.

## Repartiment
- Louis Jourdan: El duc Philippe de Beauvais
- Belinda Lee: Virginia Traill
- Keith Michell: el coronel Saint-Gérard
- Richard O'Sullivan: Lluís XVII/Richard de Beauvais
- Martita Hunt: Lady Lydia Fell
- Finlay Currie: Monsieur Pacient
- Anne Heywood: Glynis
- Jean Mercure: El cap de la polícia
- Jacques Brunius: De Chassagne
- Jean Claudio: De Castres, el company de Philippe a París
- Raymond Gérôme: El ciutadà en cap de la Revolució
- Terence Longdon: Coronel Sir Frederick Venner

## Crítica
El crític de cinema estatunidenc David Sterritt coincideix amb el del The New York Times, Howard Thompson, per dir que malgrat la seva manca de suspens, la pel·lícula té tanmateix una captivant gràcia i les seves qualitats: minucioses decoracions interiors del castell, paisatges costaners blavencs i obacs calabossos parisencs